# 希爾伯特第十一問題
希爾伯特第十一問題是希爾伯特的23個問題之一。給定一個係數為代數數的二次式
{\displaystyle Q(X_{1},\ldots ,X_{n})=\sum _{i,j}a_{ij}X_{i}X_{j}}
令{\displaystyle F:=\mathbb {Q} (a_{ij})}。給定{\displaystyle y\in F}，希爾伯特提議研究二次方程式{\displaystyle Q(x_{1},\ldots ,x_{n})=y}在{\displaystyle F}裡的的解。
根據哈瑟原則，上述二次方程式可解的充要條件它局部上可解，這為希爾伯特第十一問題提供了部份的解答。